# Battaglia dell'Esino
La battaglia dell'Esino fu una battaglia combattuta nell' 82 a.C. tra le legioni degli optimates e quelle dei populares, inserita nel contesto della guerra civile romana.
Lo scontro è parte della campagna del Piceno, dove il generale romano Gneo Pompeo Magno raccolse tre legioni per sostenere gli sforzi bellici di Lucio Cornelio Siila, sbarcato nell'83 a.C. a Brindisi e impegnato a risalire la penisola per dare battaglia alle forze dei populares.
La battaglia fu importante perché la fazione vincitrice avrebbe avuto il controllo del Piceno, oltre a garantirsi l'accesso alla pianura Padana.

## Antefatti della battaglia
Dopo le sconfitte inflitte all'esercito dei populares a Capua e a Preneste, le forze degli ottimati, guidate da Quinto Cecilio Metello Pio erano intenzionate a far insorgere il Piceno; nella regione erano schierate le forze del console Gneo Papirio Carbone e per fermare l'avanzata di Metello venne invitato il luogotenente di Carbone, il generale Caio Albio Carrina.

## La battaglia
Lo scontro iniziò quando le forze di Carrina intercettarono l'esercito di Metello nei pressi della città di Jesi; alle prime luci dell'alba le prime linee iniziarono lo scontro, che durò fino a mezzogiorno. I legionari di Metello riuscirono a sopraffare le truppe di Carrina, sfondando lo schieramento e mettendolo in rotta.

## Esito dello scontro
Entrambi i comandanti riuscirono a sopravvivere allo scontro: Carrina riparò in Umbria, dove venne sconfitto da Pompeo e costretto a rifugiarsi nella città di Spoleto. Metello, vittorioso, continuò la risalita della regione, riuscendo ad occupare la città di Rimini, ma fu costretto a ritirarsi a causa dell'avanzata dell'esercito di Carbone.